# Scaptodrosophila pleurovittata
Scaptodrosophila pleurovittata är en tvåvingeart som först beskrevs av Harrison 1954.  Scaptodrosophila pleurovittata ingår i släktet Scaptodrosophila och familjen daggflugor.
Artens utbredningsområde är Samoa. Inga underarter finns listade i Catalogue of Life.